# Chacmay
Chacmay es una localidad, comisaría del municipio de Dzoncahuich en el estado de Yucatán localizado en el sureste de México.

## Toponimia
El nombre (Chacmay) significa en idioma maya "casco ó pezuña roja".

## Demografía
Según el censo de 2005 realizado por el INEGI, la población de la localidad era de 458 habitantes, de los cuales 249 eran hombres y 209 eran mujeres.
| 555                         | ? | 466 | 348 | 302 | 332 | 439 | 454 | 403 | 429 | 455 | 430 | 458 |
| (Fuente: INEGI [Consultar]) |   |     |     |     |     |     |     |     |     |     |     |     |

## Galería

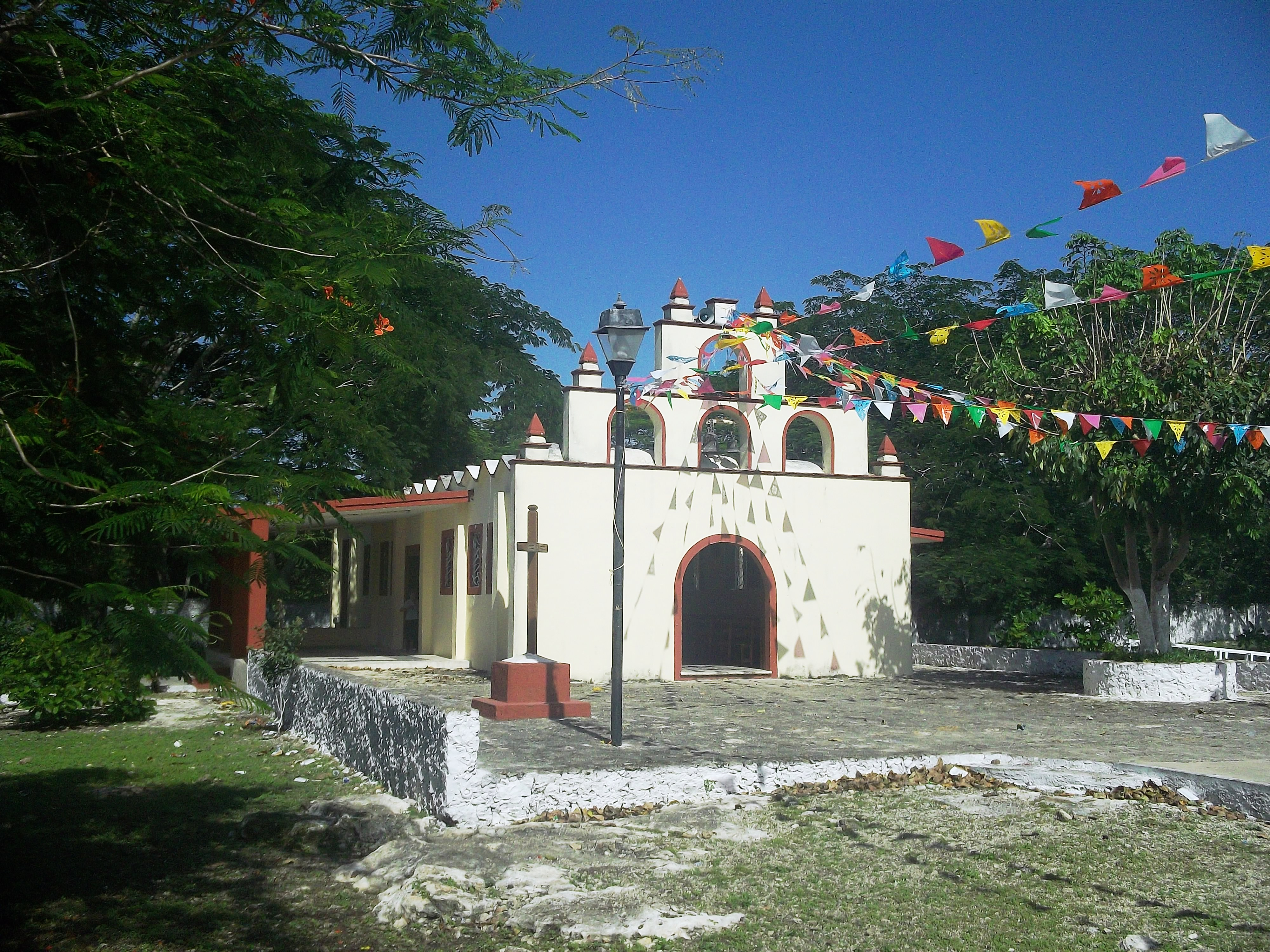
Iglesia principal de Chacmay.
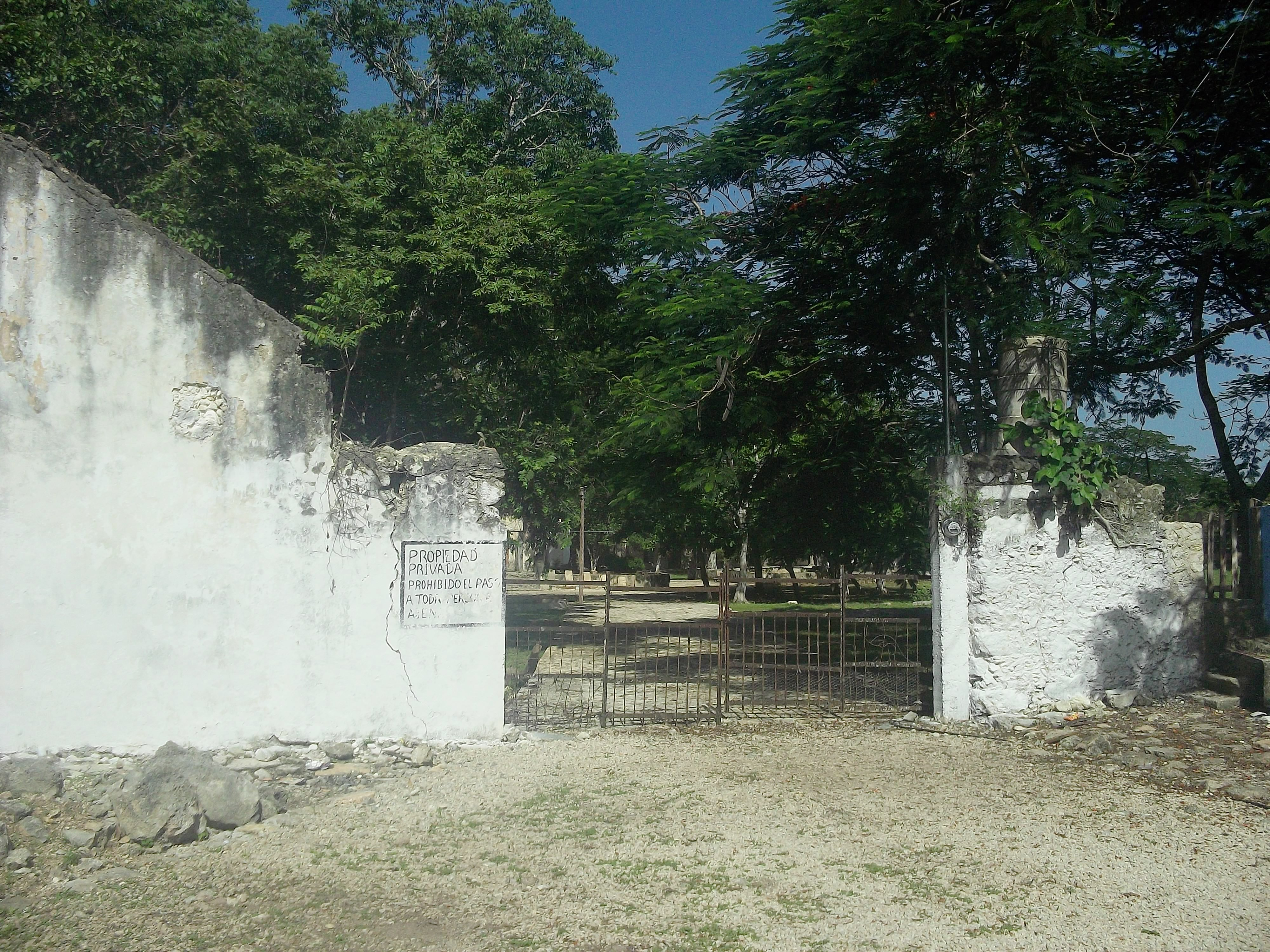
Hacienda de Chacmay.
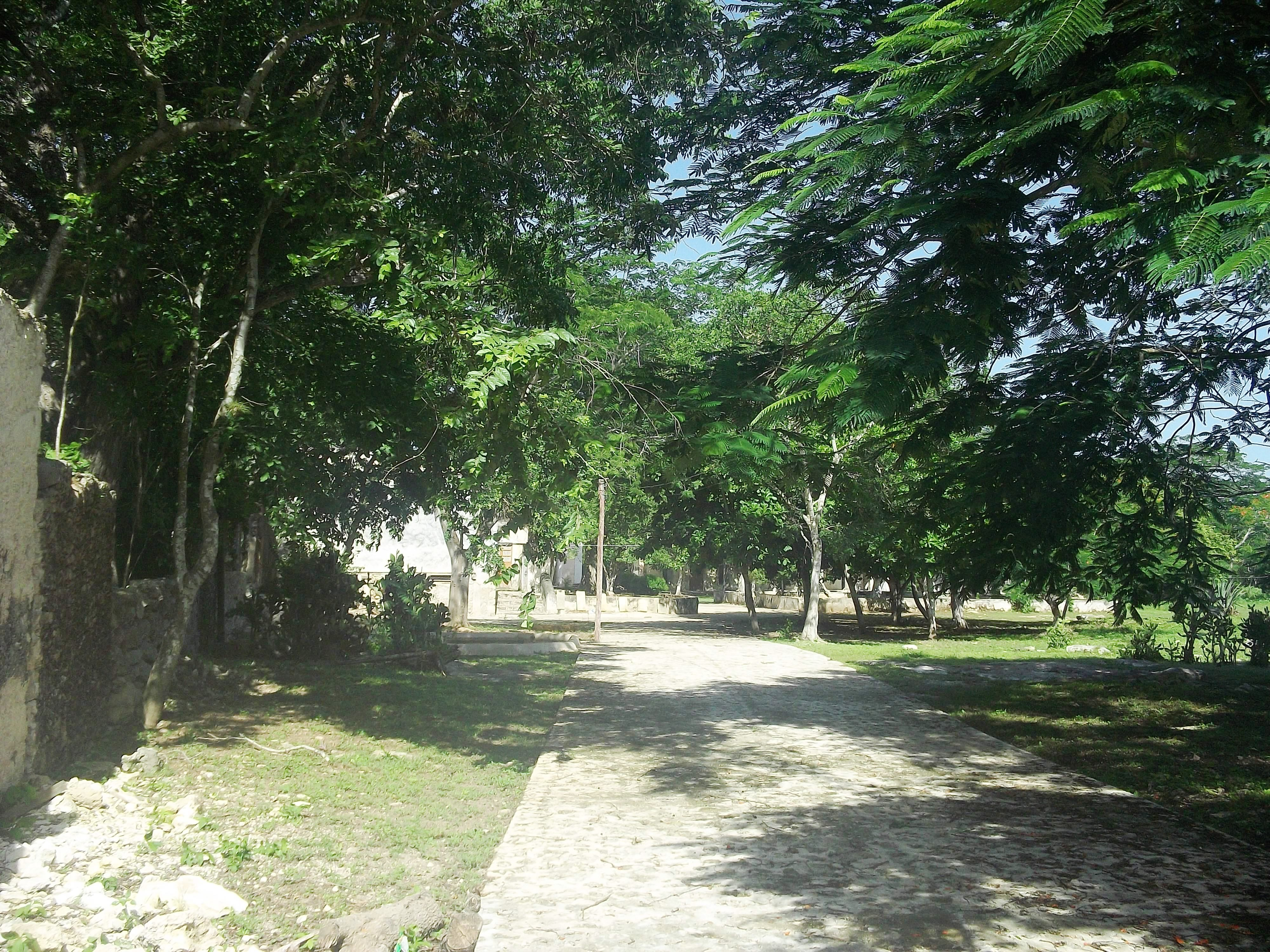
Hacienda de Chacmay.